# Língua taurepangue
O pemón (em espanhol) ou tuarepangue é uma língua ameríndia da família Caribana falada por cerca de 30 mil pessoas da etnia pemón no sudeste de Venezuela, particularmente no Parque Nacional Canaima, no estado de Roraima do Brasil e na Guiana.
Abrange vários dialetos, incluindo Arecuna (ou Arekuna), Camaracota, Camaracoto, Ingariko (ou Ingarikó), Taulipang, e Taurepan (Camaracoto pode ser uma linguagem distinta). A língua pemón também pode ser conhecida e designada informalmente por um dos dois dialetos Arecuna (ou Arekuna) ou Ingariko (ou Ingarikó) ou incorretamente sob o nome Kapon, que normalmente designa outro pequeno grupo de idiomas intimamente relacionados.
Pemon é uma das várias outras línguas caibenhas venezuelanas estreitamente relacionadas, que também incluem a  Macuxi e a Kapon (ou Kapong, também às vezes usada pelos nativos para nomear a própria língua Pemon, ainda que Kapon cubre estritamente apenas as duas línguas Akawaio e Patamona). Esses quatro idiomas (incluindo o macuxi) formam o grupo de idiomas Pemongan (ou Pemóng). Os termos gerais Kapon (ou Kapong) e seletivos Ingariko (ou Ingarikó) também são usados localmente como um grupo etnônimo comum dos povos pemón, akawaio e patamono (e às vezes bem como o povo Macux) e também pode ser usado para se referir ao grupo dos quatro idiomas pemongan (ou Pemóng) que eles falam.

## Tipologia
O tipo de sintaxe da linguagem Pemon é Sujeito-Objeto-Verbo (SOV) com alternância para Objeto-Verbo-Sujeito (OVS).

## Escrita
Pemon era uma linguagem exclusivamente oral até o século XX. Recentemente, foram feitos esforços para produzir dicionários e gramáticas, principalmente por missionários católicos, como Armellada e Gutiérrez Salazar. O alfabeto latino foi usado, adicionando sinais diacríticos para representar alguns fonemas que não existem em espanhol.

## Fonologia

### Consoantes
|             | Labial | Dental | Alveolar | Palatal | Velar |
| ----------- | ------ | ------ | -------- | ------- | ----- |
| Oclusiva    | p      | t      |          |         | k     |
| Fricativa   |        |        | s        |         |       |
| Nasal       | m      | n      |          |         |       |
| Vibrante    |        |        | ɾ        |         |       |
| Aproximante |        |        |          | j       | w     |

Alofones de /s n k j/ são [tʃ ŋ ʔ ʎ].

### Vogais
Pemon tem as seguintes vogais:
|             | Anterior | central | Posterior |
| ----------- | -------- | ------- | --------- |
| Aberta      | i        | ɨ       | u         |
| Meio-aberta | e        | ɵ       | o         |
| Fechada     |          | a       |           |

Ainda existem textos usando caracteres em espanhol, sem caracteres distintos para / o / ou / ɵ /. Os sons ditongos são [aɪ, au, ɔɪ, eɪ].

## Gramática
Os pronomes são:
| Pemon         | Português       |
| ------------- | --------------- |
| yuré          | Eu, me, mim     |
| amäre         | você            |
| muere, mesere | ele, ela        |
| urekon        | nós (Inclusivo) |
| ina           | nós (exclusivo) |
| amärenokon    | vocês           |
| ichamonan     | eles            |